# Antje Buschschulte
Antje Buschschulte, född 27 december 1978 i Västberlin, är en tysk simmare.
Buschschulte blev olympisk bronsmedaljör på 200 meter ryggsim vid sommarspelen 2004 i Aten.